# Cantone di Seyne
Il Cantone di Seyne è una divisione amministrativa in parte nell'arrondissement di Digne-les-Bains e in parte nell'arrondissement di Forcalquier.
A seguito della riforma approvata con decreto del 24 febbraio 2014, che ha avuto attuazione dopo le elezioni dipartimentali del 2015, è passato da 8 a 34 comuni, 20 dei quali fanno parte dell'arrondissement di Forcalquier.

## Composizione
Gli 8 comuni facenti parte prima della riforma del 2014 erano:
- Auzet
- Barles
- Montclar
- Saint-Martin-lès-Seyne
- Selonnet
- Seyne
- Verdaches
- Le Vernet

Dall'aprile 2015 i comuni appartenenti al cantone sono i seguenti 34:
- Archail (Arrondissement di Digne-les-Bains)
- Auzet Arrondissement di Digne-les-Bains)
- Barles Arrondissement di Digne-les-Bains)
- Bayons (arrondissement di Forcalquier)
- Beaujeu Arrondissement di Digne-les-Bains)
- Bellaffaire Arrondissement di Forcalquier)
- Le Brusquet Arrondissement di Digne-les-Bains)
- Le Caire Arrondissement di Forcalquier)
- Châteaufort Arrondissement di Forcalquier)
- Clamensane Arrondissement di Forcalquier)
- Claret Arrondissement di Forcalquier)
- Curbans Arrondissement di Forcalquier)
- Draix Arrondissement di Digne-les-Bains)
- Faucon-du-Caire Arrondissement di Forcalquier)
- Gigors Arrondissement di Forcalquier)
- La Javie Arrondissement di Digne-les-Bains)
- Melve Arrondissement di Forcalquier)
- Montclar Arrondissement di Digne-les-Bains)
- La Motte-du-Caire Arrondissement di Forcalquier)
- Nibles Arrondissement di Forcalquier)
- Piégut Arrondissement di Forcalquier)
- Prads-Haute-Bléone Arrondissement di Digne-les-Bains)
- Saint-Martin-lès-Seyne Arrondissement di Digne-les-Bains)
- Selonnet Arrondissement di Digne-les-Bains)
- Seyne Arrondissement di Digne-les-Bains)
- Sigoyer Arrondissement di Forcalquier)
- Thèze Arrondissement di Forcalquier)
- Turriers Arrondissement di Forcalquier)
- Valavoire Arrondissement di Forcalquier)
- Valernes Arrondissement di Forcalquier)
- Vaumeilh Arrondissement di Forcalquier)
- Venterol Arrondissement di Forcalquier)
- Verdaches Arrondissement di Digne-les-Bains)
- Le Vernet Arrondissement di Digne-les-Bains)